# Associació Cultural Turcman
L'Associació Cultural Turcmana és una organització política dels turcmans a l'Iraq, propera al govern del Kurdistan. Està dirigida per Jawdat Najjar, que el 2002, al constituir l'Associació Nacional dels Turcmans va ser nomenat ministre regional sense cartera; que diu que la seva entitat considera que hi ha una coexistència fraternal i un esperit de respecte mutu entre els pobles del Kurdistan Iraquià en gran part deguda ala bona política del Partit Democràtic del Kurdistan.